# Bermudeziana
Bermudeziana es un género de foraminífero planctónico de la Subfamilia Rotundininae, de la Familia Hedbergellidae, de la Superfamilia Rotaliporoidea, del Suborden Globigerinina y del Orden Globigerinida. Su especie-tipo es Bermudeziana hilalensis. Su rango cronoestratigráfico abarcaba desde el Cenomaniense superior hasta el Coniaciense inferior (Cretácico superior).

## Descripción
Bermudeziana incluía especies con conchas trocoespiraladas, de forma cóncavo-convexa (lado espiral ligeramente convexo); sus cámaras eran ovaladas, seleniformes en el lado espiral; sus suturas intercamerales eran rectas e incididas; su contorno era redondeando o subpoligonal, y lobulado; su periferia era subaguda a truncada, con pseudocarena formada por pústulas (muricocarena poco desarrollada); su ombligo era moderadamente amplio; su abertura era interiomarginal, umbilical-extraumbilical, en forma de arco bajo y protegida con un pórtico que se extiende hacia el ombligo; los pórticos de las aberturas de las cámaras precedentes dejan pórticos relictos en el área umbilical, pero nunca llegan a fusionarse para formar una tegilla; presentaba pared calcítica hialina, macroperforada con baja densidad de poros, y la superficie pustulada, con pústulas más grandes en el lado umbilical.

## Discusión
El género Bermudeziana no ha tenido mucha difusión entre los especialistas. Recientemente ha sido relacionado con el género Bollitruncana de la Subfamilia Concavatotruncaninae, el cual se considera su descendiente (linaje Whiteinella-Bermudeziana-Bollitruncana). Clasificaciones posteriores incluirían Bermudeziana en la familia Globotruncanellidae y en la superfamilia Globigerinoidea.

## Paleoecología
Bermudeziana, como Whiteinella, incluía foraminíferos con un modo de vida planctónico, probablemente de distribución latitudinal cosmopolita, y habitantes pelágicos de aguas intermedias (medio mesopelágico superior).

## Clasificación
Bermudeziana incluye a las siguientes especies:
- Bermudeziana aumalensis †
- Bermudeziana hilalensis †
- Bermudeziana ruizi †
- Bermudeziana turbinata †
- Bermudeziana uvigerinaejonnis †